# 萨莫内 (特伦托自治省)
萨莫内（義大利語：Samone），是意大利特伦托自治省的一个市镇。总面积4平方公里，人口541人，人口密度135.3人/平方公里（2009年）。ISTAT代码为022165。